# Contea di Greeley (Nebraska)
La contea di Greeley (in inglese Greeley County) è una contea dello Stato del Nebraska, negli Stati Uniti. La popolazione al censimento del 2000 era di 2 714 abitanti. Il capoluogo di contea è Greeley.